# Río Muni (estuario)
Río Muni (también escrito Muné) es el nombre de un estuario de África Central situado entre Guinea Ecuatorial y Gabón, junto a la bahía de Corisco. A pesar de su denominación no se trata propiamente de un río, sino de un estuario donde desembocan varios ríos como el Mitong, el Congüe, el Mandyani, el Mitimele, el Utamboni o el Mven.
La parte continental de Guinea Ecuatorial recibe el nombre de Río Muni en referencia a este estuario. Las principales localidades ribereñas del estuario son Asalayeng y Cogo en Guinea Ecuatorial y Cocobeach en Gabón.
El estuario forma parte del Convenio de Ramsar desde el 2 de junio de 2003, cuando se creó la Reserva Natural del Estuario del Muni.